# Iglesia de la Santísima Trinidad (Sochi)

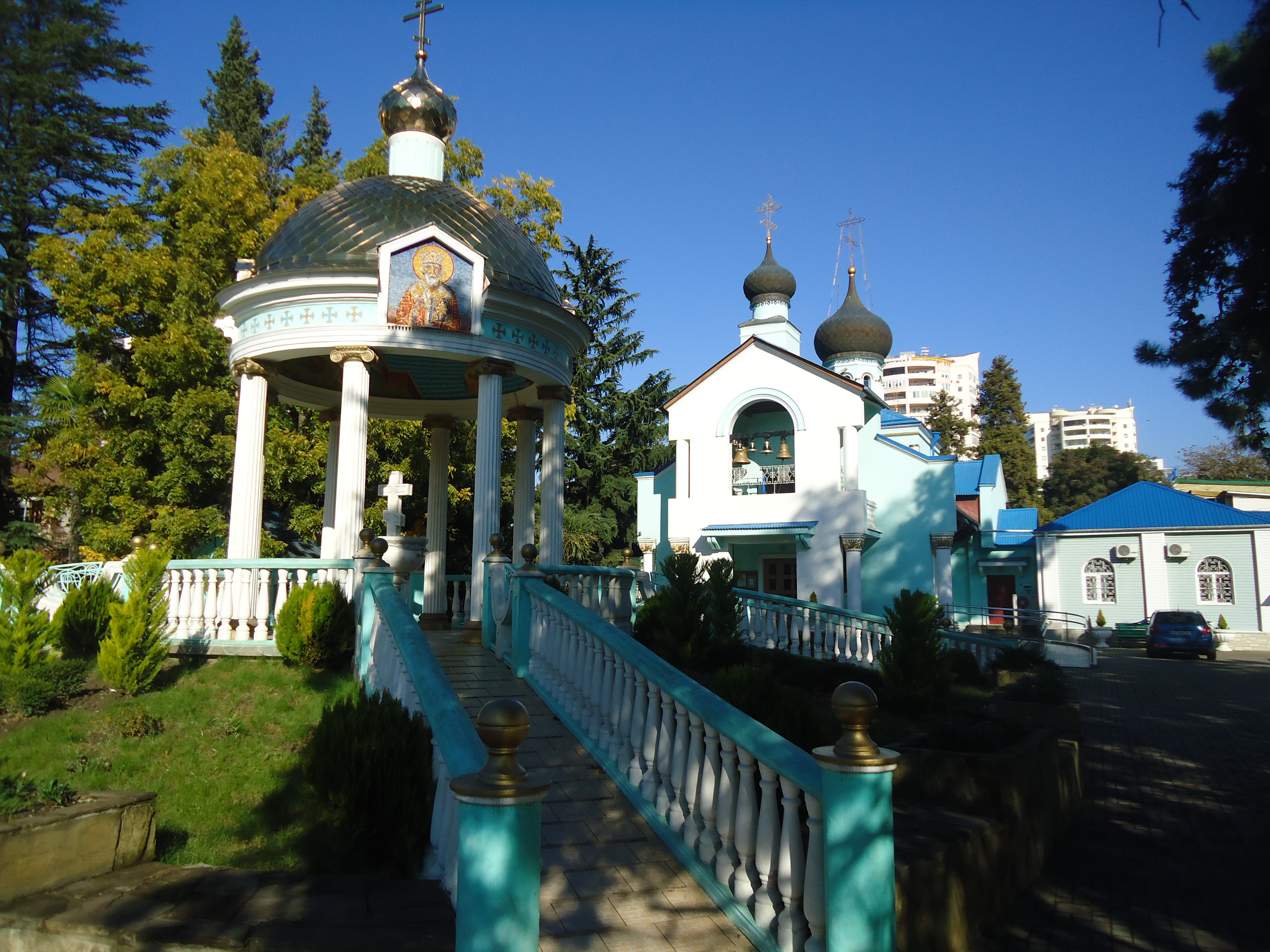
Vista de los jardines y el campanario de la iglesia.

La Iglesia de la Santísima Trinidad o de la Trinidad Vivificante (en ruso: Храм Святой Троицы; Троицы Живоначальной, Jram Sviatói Troitsy; Troitsy Zhivonachalnói) es una iglesia ortodoxa situada en la calle Kírova del centro de Ádler, en el distrito homónimo de la unidad municipal de la ciudad-balneario de Sochi en el sur del krai de Krasnodar de Rusia.
La iglesia fue fundada en 1991 y construida entre 1993 y 1998. Se construyó por acuerdo del Comité Ejecutivo del mikroraión en el emplazamiento de un antiguo edificio de oficinas de la compañía aérea Aeroflot. El arzobispo de Yekaterinodar y el Kubán Isidoro bendijo la colocación de la primera piedra de su construcción el 9 de julio de 1993. La iglesia está rodeada de jardines.
Es un edificio de ladrillo rematado con varias cúpulas y un campanario. En la iglesia hay una capilla dedicada a la advocación de la Madre de Dios de los Afligidos. El iconostasio es obra de Víktor Simonenko y su escuela.